# Мурафа (пам'ятка природи)
Мура́фа — гідрологічна пам'ятка природи місцевого значення в Україні. Об'єкт природно-заповідного фонду Харківської області. 
Розташована в межах Краснокутського району Харківської області, в селі Мурафа. 
Площа 0,6 га. Статус присвоєно згідно з рішенням облвиконкому від 03.12.1984 року № 562. Перебуває у віданні: Мурафська сільська рада. 
Статус присвоєно для збереження джерела мінеральної води типу «Березовська» і «Нарзан».